# Maid café

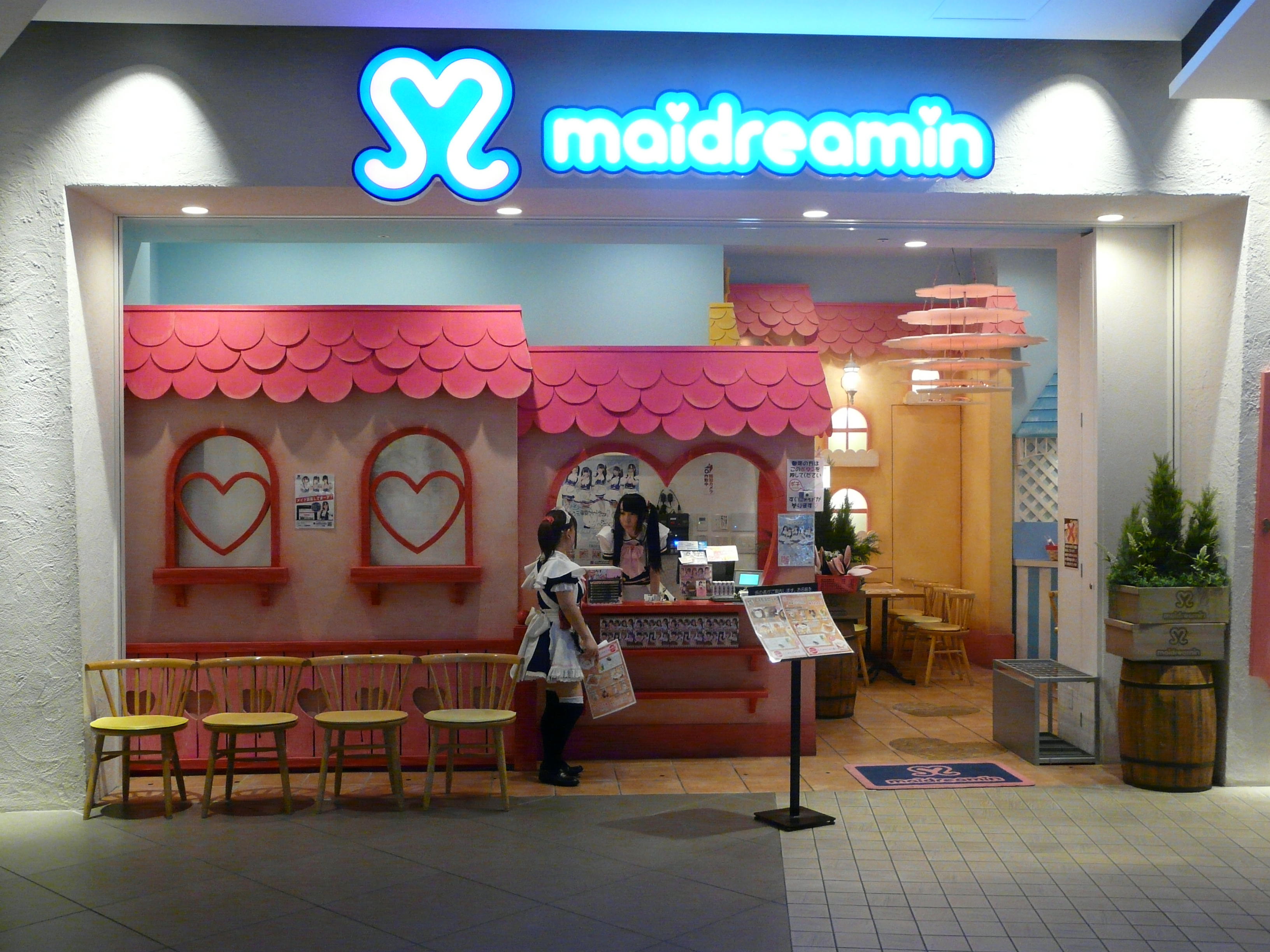
Een maid café in Tokio.

Een maid café is een restaurant in met name Japan waarbij de vrouwelijke bediening verkleed als een serveerster rondloopt. De kleding van de bediening is geïnspireerd op die van traditionele Franse dienstmeisjes. Het eerste maid café ter wereld is te vinden in de Japanse hoofdstad stad Tokio en opende in 2001. Inmiddels zijn er in Japan diverse straten en buurten te vinden vol met maid cafés. Ze zijn een subcategorie van het cosplay restaurant.
Het doel van een maid cafe is om de bezoekers op een liefdevolle manier te bedienen en het gevoel te geven thuis te zijn. Er wordt niet alleen eten en drinken geserveerd, maar er kunnen ook onschuldige activiteiten ondernomen worden met een serveerster. Te denken valt aan tekenen, dansen, bordspellen spelen of knutselen. Ook kunnen bezoekers zich laten fotograferen met een serveerster. De foto wordt meestal gemaakt met een polaroidcamera, waarna de foto versierd wordt door de serveerster. Bezoekers betalen per activiteit een vooraf vastgesteld bedrag.
Er heerst een vooroordeel waarbij maid cafés geassocieerd worden met prostitutie. Het is in maid cafés echter verboden het personeel fysiek aan te raken, personeel te fotograferen of het personeel naar persoonsgegevens te vragen. Er zijn wel uitzonderingen, maar in de reguliere maid cafés gelden gedragsregels voor bezoekers.